# Momentos vividos (álbum)
Momentos vividos es un álbum musical chileno del grupo Illapu, lanzado en el año 2000.

## Historia
Luego de dos años de haber lanzado el disco Morena Esperanza, Illapu realizó múltiples presentaciones en Chile. 
Realizaron muchos conciertos en donde grabaron canciones emblemáticas: "Orígenes", en el año 1998, en el Teatro Monumental; "Momentos de mi vida", en el año 1999, en la Quinta Vergara; "Justicia nada más, pero nada menos", en el año 1999, en el Estadio Víctor Jara, "Todas las voces, toda la memoria", en el año 2000, en el Estadio Nacional.
A partir de esas grabaciones pensaron en lanzar un disco, con la intención de cerrar una etapa dentro del grupo.

## Contenido
El disco contiene diez canciones tocadas en vivo, entre ellas destacan "Del pozo de mis sueños" (grabada con Pablo Milanés), "Zamba de Lozano" (grabada con Víctor Heredia), "Un poco de mi vida", "Lejos del amor", entre otras. También incluye una versión nueva, grabada en estudio de la canción "Mande Mandela" y una canción inédita llamada "Si queremos", con el texto de Patricio Manns y la música de Roberto Márquez.

## Datos

### Lista de canciones
| N.º | Título                                             | Letras                | Música                   | Álbum original                    | Duración |  |
| 1.  | «Mande Mandela» (Grabación de estudio)             | V. Tapia              | José Miguel Márquez      | Vuelvo Amor... Vuelvo Vida (1991) | 4:59     |  |
| 2.  | «Lejos del amor» (Vivo)                            | Luis Alberto Valdivia | Roberto Márquez          | En estos días (1993)              | 4:40     |  |
| 3.  | «Sincero positivo» (Vivo)                          | Luis Alberto Valdivia | José Miguel Márquez      | Multitudes (1995)                 | 3:43     |  |
| 4.  | «Del pozo de mis sueños» (Vivo, con Pablo Milanés) | Luis Alberto Valdivia | Roberto Márquez          | En estos días (1993)              | 4:23     |  |
| 5.  | «No te salves» (Vivo)                              | Mario Benedetti       | José Miguel Márquez      | En estos días (1993)              | 3:32     |  |
| 6.  | «Aunque los pasos toquen» (Vivo)                   | Pablo Neruda          | José Miguel Márquez      | El canto de Illapu (1981)         | 6:07     |  |
| 7.  | «Un poco de mi vida» (Vivo)                        | Andrés Márquez        | Roberto Márquez          | En estos días (1993)              | 6:07     |  |
| 8.  | «Hagamos un pacto» (Vivo)                          | Andrés Márquez        | Roberto Márquez          | Multitudes (1995)                 | 5:42     |  |
| 9.  | «Zamba de Lozano» (Vivo, con Víctor Heredia)       | Manuel Castilla       | Gustavo Cuchi Leguizamón | Raza Brava (1977)                 | 4:30     |  |
| 10. | «Vuelvo para vivir» (Vivo)                         | Andrés Márquez        | Andrés Márquez           | Vuelvo amor... Vuelvo vida (1991) | 4:34     |  |
| 11. | «Morena esperanza» (Vivo)                          | Nelly Lemus           | Roberto Márquez          | Morena esperanza (1998)           | 4:43     |  |
| 12. | «Si queremos» (Grabación de estudio)               | Patricio Manns        | Roberto Márquez          | Canción nueva                     | 3:04     |  |
| 27. | «Del pozo de mis sueños» (Bonus track escondido)   | Luis Alberto Valdivia | Roberto Márquez          |                                   |          |  |

### Músicos

#### Illapu
- Roberto Márquez
- José Miguel Márquez
- Eric Maluenda
- Carlos Elgueta
- Cristian Márquez
- Luis Enrique Galdames

- Datos: Q6021123